# Asbolano
L'asbolano è un minerale.